# Jorgucati kamrasír
A jorgucati kamrasír (albán varri antik i Jorgucatit, ’jorgucati ókori sír’) i. e. 3. századi kamrasír, régészeti helyszín Dél-Albániában, Gjirokastra megyében, Jorgucat falutól 800 méterre északra, az SH4-es jelű Durrës–Kakavija-főút északi oldalán.
A monumentális sírt az SH4-es főút építésekor, egy kisebb domb földmunkálatai során fedezték fel a 2010-es évek elején, majd az útépítő társaság gondoskodott a régészeti feltárásról. Az i. e. 3. századra keltezett makedón típusú, négyszögletes alaprajzú, 4×6 méteres kamrasír falazatát travertínókövek alkotják. Egykor boltozatos mennyezete elpusztult, csupán a bejáratot fedő kőlap maradt fenn, valamint a küszöb és a kétszárnyú kőajtó egy darabja. Utóbbit a töredékek alapján gazdagon díszítették faragott indamotívumokkal és gombdíszekkel. A sírba déli irányból vezetett le az enyhén lejtő dromosz, amelyet a felfedezést követően modern lépcsősorral váltottak fel.